# حصن صغير

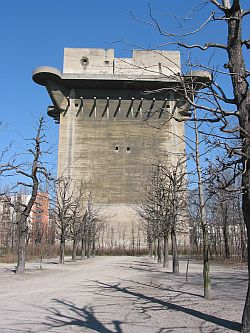
حصن صغير

الحصن الصغير أو المَعْقِل هو حصن يسمح لمن يتحصن به أن يُطلق على من يهاجمه، وغالبا ما يكون به فتحات من كل الاتجاهات.